# Steel Slovakia aréna
Steel Slovakia aréna – stadion piłkarski w Moldavie nad Bodvou, na Słowacji. Obiekt może pomieścić 1912 widzów. Swoje spotkania rozgrywają na nim piłkarze klubu FK Bodva Moldava nad Bodvou.